# Communauté de communes du Rhône aux Gorges de l'Ardèche
La communauté de communes du Rhône aux Gorges de l'Ardèche (DRAGA) est une communauté de communes française, située dans le département de l'Ardèche en région Auvergne-Rhône-Alpes.

## Histoire
La communauté de communes du Rhône aux Gorges de l'Ardèche est créée le 19 décembre 2003. Elle fait suite au syndicat intercommunal à vocation multiple (SIVOM) du canton de Bourg-Saint-Andéol, créé voici plusieurs décennies, qui unissait neuf communes citées infra, sans celle, voisine, mais chef-lieu de canton, de Viviers. Les compétences du syndicat ont été sensiblement élargies dans le cadre de la communauté de communes mais c'est celui-là qui a réussi, au lendemain de la Seconde Guerre mondiale et jusqu'à la fin du XXe siècle, à réaliser un maillage de la desserte en eau potable de toutes les communes du canton, même dans leurs écarts, tant dans celles de la vallée du Rhône que dans celles du plateau, créant plusieurs sources d'approvisionnement par des forages dans la nappe phréatique de l'Ardèche (à Saint-Martin) et du Rhône (à Bourg-Saint-Andéol et Saint-Marcel-d'Ardèche).
Le schéma départemental de coopération intercommunale de 2015 prévoit le maintien en l'état de la communauté de communes. Ce périmètre est confirmé en mars 2016 (sauf modification survenue avant le 15 juin 2016).

## Territoire communautaire

### Géographie
La communauté de communes est située au sud-est du département de l'Ardèche.

### Composition
La communauté de communes est composée des 9 communes suivantes :

| Nom                        | Code Insee | Gentilé          | Superficie (km2) | Population (dernière pop. légale) | Densité (hab./km2) |
| -------------------------- | ---------- | ---------------- | ---------------- | --------------------------------- | ------------------ |
| Bourg-Saint-Andéol (siège) | 07042      | Bourguesans      | 43,74            | 7 506 (2022)                      | 172                |
| Bidon                      | 07034      | Bidonais         | 28,93            | 256 (2022)                        | 8,8                |
| Gras                       | 07099      | Grassois         | 56,68            | 588 (2022)                        | 10                 |
| Larnas                     | 07133      | Larnassiens      | 13,5             | 272 (2022)                        | 20                 |
| Saint-Just-d'Ardèche       | 07259      | Saint-Justois    | 10,44            | 1 611 (2022)                      | 154                |
| Saint-Marcel-d'Ardèche     | 07264      | Saint-Marcellois | 36,12            | 2 357 (2022)                      | 65                 |
| Saint-Martin-d'Ardèche     | 07268      |                  | 5,53             | 941 (2022)                        | 170                |
| Saint-Montan               | 07279      | Saint-Montanais  | 33,18            | 1 955 (2022)                      | 59                 |
| Viviers                    | 07346      | Vivariens        | 34,15            | 3 659 (2022)                      | 107                |

### Démographie
| 1968   | 1975   | 1982   | 1990   | 1999   | 2010   | 2015   | 2021   |
| ------ | ------ | ------ | ------ | ------ | ------ | ------ | ------ |
| 13 846 | 13 445 | 14 937 | 16 261 | 17 031 | 18 722 | 19 013 | 19 044 |

## Politique et administration
| Période                                  | Période  | Identité                  | Étiquette | Qualité                                 |
| ---------------------------------------- | -------- | ------------------------- | --------- | --------------------------------------- |
| 2008                                     | 2020     | Jean-Paul Crozier         | DVG       | Maire de Gras (1998-2023)               |
| 2020                                     | En cours | Françoise Gonnet Tabardel | DVG       | Maire de Bourg-Saint-Andéol depuis 2020 |
| Les données manquantes sont à compléter. |          |                           |           |                                         |

### Siège
Le siège de la communauté de communes est situé à Bourg-Saint-Andéol.

### Les élus
La communauté de communes est gérée par un conseil communautaire composé de 36 membres représentant chacune des communes membres et élus pour une durée de six ans.
Ils sont répartis comme suit :
| Nombre de délégués | Communes                                    |
| ------------------ | ------------------------------------------- |
| 11                 | Bourg-Saint-Andéol                          |
| 7                  | Viviers                                     |
| 4                  | Saint-Marcel-d'Ardèche                      |
| 3                  | Saint-Just-d'Ardèche, Saint-Montan          |
| 2                  | Bidon, Gras, Larnas, Saint-Martin-d'Ardèche |

Après les élections municipales de mars 2020, le conseil municipal sera composé de 35 membres, dont la répartition est la suivante.
| Nombre de délégués | Communes                             |
| ------------------ | ------------------------------------ |
| 12                 | Bourg-Saint-Andéol                   |
| 6                  | Viviers                              |
| 4                  | Saint-Marcel-d'Ardèche, Saint-Montan |
| 3                  | Saint-Just-d'Ardèche                 |
| 2                  | Gras, Saint-Martin-d'Ardèche         |
| 1                  | Bidon, Larnas                        |

### Présidence
En 2014, le conseil communautaire a élu Jean-Paul Croizier, maire de la petite commune de Gras, qui a succédé en 2008 à Max Carrière (ancien conseiller général[précision nécessaire], ancien maire de Saint-Just-d'Ardèche, ancien président du SIVOM local) qui a souhaité mettre un terme à ses engagements locaux.
Ce conseil a désigné neuf vice-présidents :
- Jean-François Coat (adjoint au maire de Bourg-Saint-Andéol), chargé du développement économique et de l'emploi ;
- Roland Rieu (maire de Saint-Montan), chargé de l'environnement et des ordures ménagères ;
- Christian Lavis (maire de Viviers), chargé de l'urbanisme ;
- Marc Boulay (maire de Larnas), chargé du tourisme ;
- Bernadette Dallard (adjointe au maire de Saint-Marcel-d'Ardèche), chargée de l'enfance et de la jeunesse ;
- Pierre Louis Rivier (maire de Saint-Just-d'Ardèche), chargé des finances ;
- Daniel Archambault (adjoint au maire de Saint-Martin-d'Ardèche), chargé du développement économique et de l'emploi ;
- André Vermorel (maire de Bidon), chargé des énergies renouvelables, des nouvelles technologies et du transport à la demande ;
- Patrick Garcia (adjoint au maire de Bourg-Saint-Andéol), chargé de l'habitat.

Ils forment ensemble l'exécutif de l'intercommunalité pour le mandat 2014-2020.

### Compétences (liste non exhaustive)
- Aménagement de l'espace communautaire
- Développement économique
- Protection et mise en valeur de l'environnement
- Politique de l'Eau (alimentation et assainissement)
- Énergies et nouvelles technologies (dans un certain cadre)
- Élimination et valorisation des déchets des ménages et déchets assimilés
- Tourisme...

### Régime fiscal et budget
La communauté de communes applique la fiscalité professionnelle unique.

### Sources
- Splaf
- Base nationale sur l'intercommunalité